# 9197 Endo
9197 Endo eller 1992 WH8 är en asteroid i huvudbältet som upptäcktes den 24 november 1992 av de båda japanska astronomerna Masanori Hirasawa och Shohei Suzuki vid Nyukasa-observatoriet. Den är uppkallad efter Shu Endo.
Asteroiden har en diameter på ungefär 3 kilometer.